# エルトン・ジョン
サー・エルトン・ハーキュリーズ・ジョン（Sir Elton Hercules John、CH CBE, 1947年3月25日 - ）は、イギリス・ミドルセックス州出身のシンガーソングライター、ピアニストである。出生時の名前は、レジナルド・ケネス・ドワイト（Reginald Kenneth Dwight）。アメリカ人シンガー・ソングライターのビリー・ジョエルとともに、20世紀後半〜21世紀前半、「ピアノ・ロック」というジャンルを確立した。

## 概要
代表曲に「僕の歌は君の歌」「クロコダイル・ロック」「キャンドル・イン・ザ・ウィンド」「ダニエル」「ベニーとジェッツ」などがある。シングルとアルバムの総売り上げは2億5千万枚から3億枚以上とされており、これは「史上最も売れたアーティスト」で5位の記録とされる。
『グラミー賞』5回受賞（34回ノミネート）。
「ローリング・ストーンの選ぶ歴史上最も偉大な100人のシンガー」において第38位。「ローリング・ストーンの選ぶ歴史上最も偉大な100組のアーティスト」において第49位。
「Q誌の選ぶ歴史上最も偉大な100人のシンガー」において第45位。
パートナーは、カナダ人映画監督・プロデューサーのデヴィッド・ファーニッシュ。

## 人物

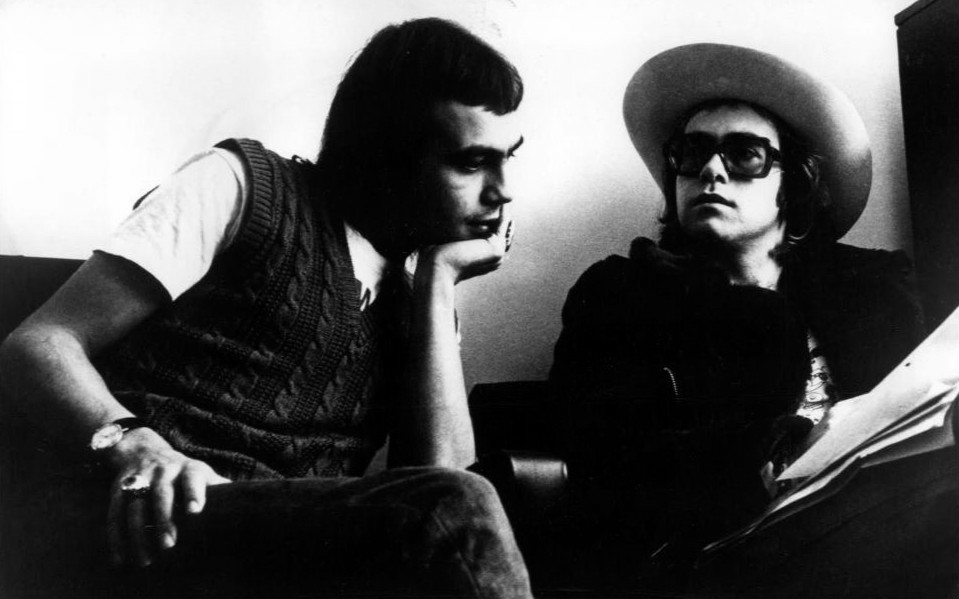
エルトン・ジョンとバーニー・トーピン

1987年に授与された「サー・エルトン・ジョン」の紋章。シールドには鍵盤とレコードが描かれている。モットーはスペイン語で el tono es bueno（音が良い）でこれは名前のエルトン(Elton)との洒落である。
黒と赤と黄金の配色はワトフォードFCのチームカラーである。シールドの上にあるヘルメット（兜）が正面を向いたオープン・バイザー・ヘルメットであるのは彼がナイトの地位であることを示す。

1969年にソロ・デビュー。1970年の「僕の歌は君の歌」のヒット以降コンスタントに活動を続け、現在までに全世界で3億枚以上のレコード・セールスを記録した、世界で最も成功した男性ソロ・アーティストの一人である。作曲は彼自身によるものだが、作詞は1968年のデビュー以降その多くを盟友バーニー・トーピンが手がけている。なお、バーニー・トーピンは異性愛者であり、女性との3回の離婚と4回の結婚をしている。芸名は、彼がソロ・デビュー前に参加したバンド、ブルーソロジーのメンバーだったエルトン・ディーン（Elton Dean、キース・ティペット・グループを経てソフト・マシーンに加入）とロング・ジョン・ボルドリー（Long John Baldry）の2人の名前から取ったものである。ヒットが出る前のエルトンは、ジェントル・ジャイアントのツアーにサポート・キーボード奏者として同行したり、キング・クリムゾンのセカンド・アルバム（1970年）のゲスト・ボーカリストに採用されかけたりした。
1970年代前半に、人気は全盛期を迎えた。シングルでは「ホンキー・キャット」「ロケット・マン」「クロコダイル・ロック」「グッバイ・イエロー・ブリック・ロード」「土曜の夜は僕の生きがい」「ベニーとジェッツ」ほか多数のヒット作を発表。1972年の『ホンキー・シャトー』以降、『ピアニストを撃つな!』（1973年）、『黄昏のレンガ路』（1973年）、『カリブ』（1974年）、『グレイテスト・ヒッツ』（1974年）、『キャプテン・ファンタスティック』（1975年）、『ロック・オブ・ザ・ウェスティーズ』（1975年）が7作連続全米首位を記録し、1975年には『キャプテン・ファンタスティック』で全米ビルボードのアルバムチャート史上初の初登場1位を記録するなど、この時期に彼は数多くの成果をあげた。当時、若手アーティストとしてギルバート・オサリバンをライバルとして認めた。活動休止期間を経て、トーピンと一時期決別してからは不遇の時代が続いたが、一方で1986年にはバート・バカラックとキャロル・ベイヤー・セイガーのライティングコンビによるディオンヌ・ワーウィックらとによるディオンヌ&フレンズとしてデュエット曲「愛のハーモニー」で初のグラミー賞を受賞している。1980年代後半から1990年代前半にかけては、喉の病気やアルコール、薬物依存症などに苦しみながらも、音楽活動と並行してチャリティーにも精力的に取り組むようになる。1990年代前半からは依存症を克服し、映画『ライオン・キング』のサントラなど数多くの仕事で成功した。1997年には、旧作の詞の一部を差し替え、事故死したダイアナ妃に捧げたシングル「キャンドル・イン・ザ・ウィンド 1997/ユー・ルック・トゥナイト」が、全世界で3,700万枚以上を売り上げるシングル史上最大のヒット曲となる。この記録は、2015年現在も破られていない。1998年2月24日には長年の功績を称えられ、ポピュラー音楽の音楽家としては3人目となるナイトに叙勲された。
彼の音楽性は、初期のフォークソング、フォーク・ロック志向から、さらにはオールディーズ風ロックンロール、ソウル、ブルーアイド・ソウルに至るまで、幅広い。バラード・シンガーと見られることも多いが、サービス精神旺盛なロックンローラーであり、その派手なパフォーマンスも注目を浴びた。過剰なまでの派手な衣装も特徴である（着ぐるみを着用していた時期もあった）。ピアノの曲弾きや、クライマックスではピアノの上によじ登ってダンスを行うこともあった。
70年代に両性愛者を公表したが、後に同性婚をしている。1984年にドイツ人の女性と結婚したが、4年後に離婚。2005年には男性の恋人と再婚して大きな話題を呼んだ。2017年にオーストラリアに同性婚合法化の国民投票のときに、インスタグラムで昔「本当の自分を否定して」女性と結婚して彼女を悲しませたことを投稿した。近年のグラミー賞授賞式では、ゲイを揶揄するリリックを歌ったエミネムとパフォーマンスして物議を醸したが、エルトン・ジョンは音楽性が優れているアーティストに対して協力するのは当然と、意に介さなかった。性格は繊細さとロックのワイルド性を併せ持ち、長年自身の容姿にコンプレックスを持っていたとされる。21世紀に入っては視力矯正手術にも成功した。それらを自らギャグとして披露してもいる。また、セレブであり辛辣な言動などから、ゴシップでとりあげられる存在である。取材に対しては饒舌であり、舌禍事件を起こすこともしばしばある。交友関係は非常に広く、数多くのミュージシャンのみならず、デヴィッド・ベッカムをはじめとするサッカー選手などとも親交がある。また、クラブチームを保有していた時期がある。

## 来歴

### 生い立ちからデビュー
RAFの飛行中隊長だったスタンリー・ドワイト(1925年-1991年)と妻シェイラ(1925年-2017年)の間に生まれ、レジナルド・ケネス・ドワイトと名付けられた。レジナルドは、彼の母親や他の親類の女性によって育てられ、父親といた時間はわずかであった。スタンリーとシェイラはレジナルドが15歳だった1962年に離婚した。母親はその後フレッド・フェアブラザーと再婚した。
4歳の頃から、レジナルドはピアノを弾き始める。彼は神童であり、耳で聴いた如何なるメロディーも演奏することができ、彼のピアノ教師によると1度聴いただけのヘンデルの楽曲を完璧に弾くことができたという。11歳の頃に王立音楽院に合格し、職業としての音楽に専念するため、卒業前に学校を離れるまで6年間在学した。初期に影響を受けた人物には、ジム・リーブスなど。ピアニストとしては、クラシック音楽のヨハン・ゼバスティアン・バッハやフレデリック・ショパンの演奏を得意とした。
1960年に、レジナルドは友人とコルヴェッツというバンドを結成。このバンドは、やがてブルーソロジーに発展する。ドワイトは、日中は音楽出版社への売り込みに走り、夜にはロンドンのホテルで単独でギグを行うか、ブルーソロジーと活動するかのどちらかであった。 1960年代半ばまでには、ブルーソロジーはアイズレー・ブラザーズ、メジャー・ランス、ドリス・トロイ及びパティ・ラベル&ブルーベルズのようなアメリカのソウルやR&Bのミュージシャンのバックバンドとしてツアーを行った。1966年には、バンドはロング・ジョン・ボルドリーのサポート・ミュージシャンとなり、イギリスのキャバレーをまわるツアーに参加している。
レジナルドは、リバティ・レコードのA&Rマネージャーであるレイ・ウィリアムズがニュー・ミュージカル・エクスプレス誌に載せた募集広告に応募する。最初の面接でレジナルドは落ちた。しかしこの面接の際、作詞がうまくできないと言ったレジナルドに、事務所スタッフが同じ広告に応募してきていたバーニー・トーピンの歌詞の封筒を渡してくれた。レジナルドはこの歌詞に曲をつけ、これが今日まで続くパートナーシップの始まりとなった。
1967年に、彼とバーニー・トーピンとの最初の共作曲「スケアクロウ」が書かれた。トーピンと出会って半年後に、レジナルドは尊敬していたボルドリーとブルーソロジーのサクソフォーン奏者だったエルトン・ディーン（のちにソフト・マシーンに加入し著名となる）の名にあやかり、単独捺印証書によって自分の名前をエルトン・ジョンに改めた。
ジョンとトーピンのチームは、1968年にディック・ジェイムズのDJMレコードにソングライターとして入社。その後2年以上、ロジャー・クックやルルのような様々なアーティストに楽曲を提供した。トーピンが1時間未満で歌詞を書いてジョンに渡し、ジョンは30分ほどでそれに曲をつけた。すぐに何かを思いつくことができない場合は、歌詞を処分した。こうして2年間、彼らはジェイムズが歌手に提供するイージー・リスニングを書いた。
違う音楽出版社のスティーヴ・ブラウンのアドバイスにより、ジョンは彼自身が発売するレコードのために、トーピンと共により複雑な曲を書き始める。最初の作品は、ブルーソロジーのギタリスト、ケイレブ・クエイがプロデュースした、1968年のシングル「アイヴ・ビーン・ラヴィング・ユー」だった。1969年には、クエイとドラマーのロジャー・ポープ、ベーシストのトニー・マレーと共に、シングル「レディ・サマンサ」とアルバム『エンプティ・スカイ』を録音した。これらは高い評価を得たにもかかわらず、レコードの売り上げは芳しくなかった。しかし、スリー・ドッグ・ナイトに「レディ・サマンサ」をカバーされたことによって、にわかに注目を浴び始めることとなる。

### 1970年代
1970年、プロデューサーにガス・ダッジョン、アレンジャーにポール・バックマスターを迎えて制作したセカンド・アルバム『僕の歌は君の歌（エルトン・ジョン）』がリリースされた。全米では、アルバムに先がけて発売されたシングル「僕の歌は君の歌」のトップ10ヒットにならう形で売り上げを伸ばした。ジョン・レノンをはじめとする数多くのミュージシャンが絶賛したこの曲は、彼の初期の活動における代表曲として広く知られるスタンダード・ナンバーである。
クインシー・ジョーンズが絶賛したという彼の最初のコンサート・ツアーには、元スペンサー・デイヴィス・グループのドラマーだったナイジェル・オルソンとベーシストのディー・マレーが参加した。彼らは、ジョンが『僕の歌は君の歌』からわずか半年後にリリースしたアルバム『エルトン・ジョン3』でも演奏していた。1972年からは、ギタリストのデイヴィー・ジョンストンがバックバンドに加わり、彼の活動における黄金期を支えたラインナップが完成する。同年のアルバム『ホンキー・シャトー』は、彼にとって初めての全米1位を記録した。その後、1975年の『ロック・オブ・ザ・ウェスティーズ』まで、彼は7枚のアルバムを連続で全米1位に送り込んだ。本国のイギリスでも『ピアニストを撃つな!』が1973年度の年間チャート1位になるなど、彼の人気は世界的なものとなった。1974年には、所属していたMCA傘下にレコード・レーベル、ロケット・レコードを設立。以降、彼のアルバムはこのレーベルから発表された。

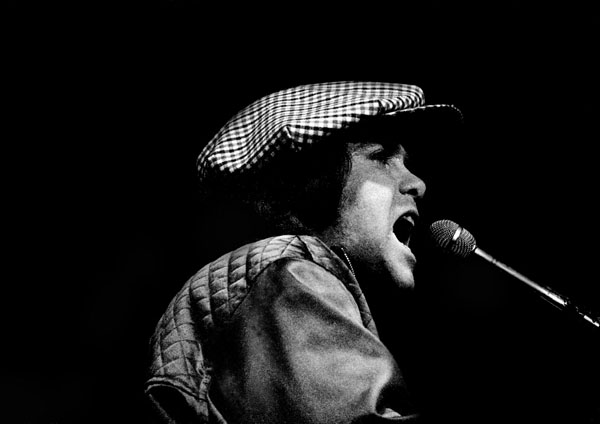
1970年代後半のエルトン・ジョン

この時期の作品の中で最も成功したとされるのが、1973年発表の2枚組『黄昏のレンガ路』である。現在もコマーシャルなどで頻繁に使用されるタイトル・ナンバーや、後にリメイクされて幾度もヒットする「風の中の灯のように(キャンドル・イン・ザ・ウィンド)」などを収録したこの作品は、現在も一般的な彼の最高傑作として評される。また、1975年発表のアルバム『キャプテン・ファンタスティック』は、全米ビルボードのアルバムチャートでは史上初となる初登場1位を記録した。1974年に発売されたベスト盤『グレイテスト・ヒッツ』は、彼のアルバムとしては最も大きな商業的成功を収め、米国では歴代15位のベストセラーとなっている。シングルでは「クロコダイル・ロック」「ベニーとジェッツ」「フィラデルフィア・フリーダム」「アイランド・ガール」の4枚の作品が1位。他のアーティストとのコラボレーションも盛んに行い、ニール・セダカとの共演「バッド・ブラッド」、ジョン・レノンとの「真夜中を突っ走れ」「ルーシー・イン・ザ・スカイ・ウィズ・ダイアモンズ」なども全米1位に輝いた。1974年にはケン・ラッセルが監督を務めた映画『トミー』（1975年公開）にピンボールのチャンプ役で出演した。彼が歌った「ピンボールの魔術師」は全英シングルチャートで7位に達して、彼にとっては8作目になるトップ10ヒットとなった。また『ソウル・トレイン』にも出演した。エルトンの他にソウル・トレインに出演した白人には、デヴィッド・ボウイとジノ・ヴァネリらがいる。

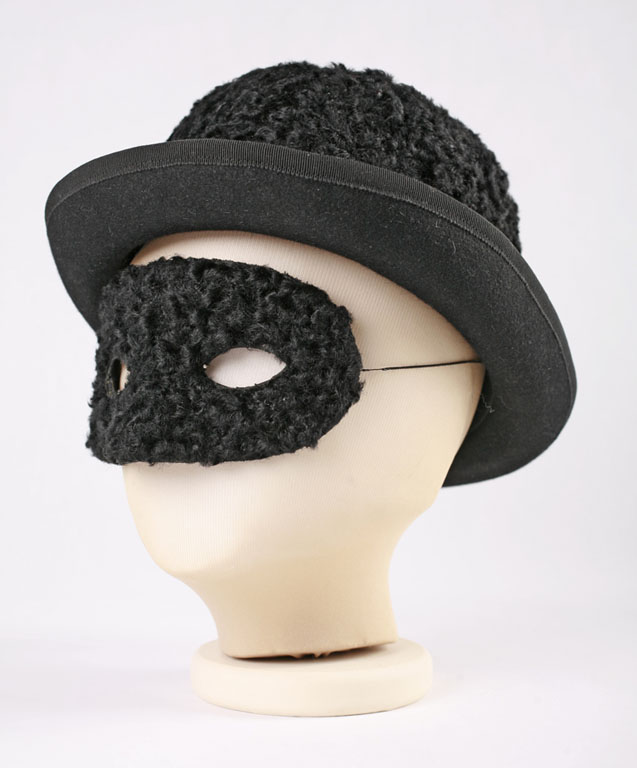
インディアナポリス子供博物館の永久コレクションに1970年代からエルトンジョンのステージの帽子とマスク。

1976年発表のキキ・ディーとの「恋のデュエット」は、自身初の全英シングルチャート1位となっている。ハイペースでのレコード発表と並行して、極めてワーカホリックだったスケジュールでのステージ活動はジョンの精神や肉体に支障を来した。『キャプテン・ファンタスティック』の発売後に彼はオルソンとマレーを解雇し、バックバンドの布陣を変えて音楽活動に臨むが、そのような経緯で発売された『ロック・オブ・ザ・ウエスティーズ』は商業的な成功を収めながらも、評論家からは批判されてしまう。
こういったプレッシャーから彼の心に迷いが生じたのか、アルバム『蒼い肖像』を発売すると引退を表明して、音楽活動を休止する。なお、これを境に、パートナーシップを築き上げてきたトーピンや、バックバンドとの関係も一時的に解消している。ローリング・ストーン誌で、両性愛者であることを公表したのも、同時期である。
約2年の活動休止期間を経て復帰したジョンは、1978年にアルバム『シングル・マン』を発表する。スタッフの面子を一新して制作されたこのアルバムでは、これまで全ての楽曲の作詞を手がけてきたトーピンに代わり、ゲイリー・オズボーンが新たな作詞家として起用されている。その後フィリー・ソウルの大御所、トム・ベルと共にアルバム1枚分の作品を制作するが、結果的にジョン自身の意向によってアルバムはお蔵入りとなり、一部楽曲が12インチシングルで発売されるのみとなった（後年になって全てリリースされている）。この時期、トム・ロビンソンとの恋愛がメディアで報道された。1979年にはピート・ベロッティをプロデューサーに迎え、楽曲もベロッティが手がけた異色作『恋に捧げて〜ヴィクティム・オブ・ラヴ』をリリースするが、作風は評論家には受け入れられず、セールスも芳しくなかった。一方で同年にはライブ活動を再開し、当時のソ連では初の西側ロックミュージシャンによるライブとなるモスクワ公演を行って話題となった。

### 1980年代

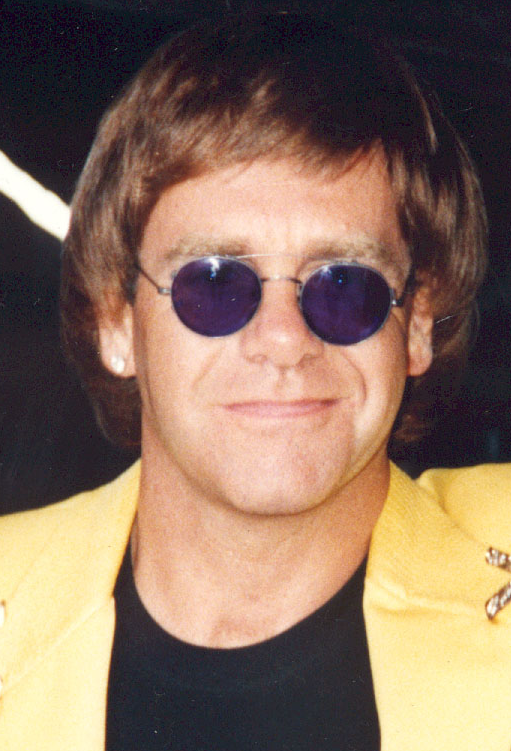
1980年

その後、ジョンはオズボーン以外にトム・ロビンソンなどを作詞家として迎え入れているものの、結果的に解消していたトーピンとの作曲コンビは、1980年のアルバム『21 at 33』を境に復活。1983年以降は、再び彼が大半の楽曲の作詞を手がけるようになっている。1981年以降は、クリス・トーマスが主にアルバムのプロデュースに携わった。ジョンとは旧知の仲であったトーマスは、『トゥー・ロウ・フォー・ゼロ』や『スリーピング・ウィズ・ザ・パスト』などといった、1980年代の主要なジョンの作品において非常に大きな役割を担っている。試行錯誤を経て、再び以前のパートナーやバックバンドとともに創作活動に臨むようになった彼は、1985年の『アイス・オン・ファイアー』で再びガス・ダッジョンをプロデューサーに迎えている。
1980年代を通してのシングルでは、「リトル・ジニー」「エンプティ・ガーデン」「ブルー・アイズ」「ブルースはお好き?」「サッド・ソングス」「エルトンのケンカ大作戦」「悲しみのニキタ」「愛のハーモニー」「キャンドル・イン・ザ・ウィンド'86」がヒットした。さらには1988年の「アイ・ドント・ウォナ・ゴー・オン」はビルボード2位まで上昇し、1989年にリリースした「サクリファイス」が翌年にソロとして初の全英シングルチャート1位を記録するなど、ほぼ毎年ヒット曲を連発していたが、常に全盛期のイメージと比較されてしまう。全盛期とは異なり、アルバム・セールスは1980年代の後半には大きく伸び悩んだ。1987年に行った長期公演では喉を悪化させてしまい、翌年に声帯の手術を行っている。以降、ヴォーカル・スタイル及び歌声は大きく変貌した。1984年に、ドイツ人の女性レコーディング・エンジニア、レネーテ・ブリューエルと結婚したが、最終的に4年後の1988年に離婚した。1980年代後半は精神的にも不安定な状態が多く、過食症やアルコールの過剰摂取はよりいっそうエスカレートしていたといわれる。
この時期、エルトンはもう一枚アルバムを作る予定であったらしいが結局、その内の数曲がベスト・アルバムやシングルB面として発表されるに留まった。

### 1990年代～2000年代
1990年、薬物とアルコール依存症、過食症の治療のため入院。更生施設への入居を経てカムバックしたジョンは、翌年のアルバム『ザ・ワン』で再び好調なセールスと高い評価を得る。なお、1980年代暮れから1990年代初めにかけて多くの友人や知人などをエイズで亡くした彼は、自ら設立したエイズ患者救援者団体「エルトン・ジョン・エイズ基金」に1992年以降のシングルの全収益を寄付している。
1992年には、クリス・レアやリトル・リチャードなどをはじめとする、十数人のアーティストとのデュエットを収めたカヴァー集『デュエット・ソングス』を発表。企画盤にも拘わらず、全世界で200万枚以上のセールスを記録する大きな成功を収めた。このアルバムにプロデューサーとして参加したグレッグ・ペニーは、1995年の『メイド・イン・イングランド』では全面的にプロデュースに関わっている。ローリング・ストーンで「自分はゲイであることがとても気軽と思います」と言った。
1994年には、以前にアルバム『ジャンプ・アップ（Jump Up!）』で共作した作詞家、ティム・ライスと共にディズニー映画『ライオン・キング』の音楽を担当する。この映画のサウンドトラックは全米チャート1位を記録し、最終的に30年以上に渡るキャリアの中では『グレイテスト・ヒッツ』に次ぐ商業的成功を収めたアルバムとなった。また、アニメの中では世界で最も売れたサウンドトラックとなっている。ジョンの歌唱による主題歌「愛を感じて（Can You Feel the Love Tonight）」もグラミー賞最優秀ポップ男性ボーカル賞とアカデミー歌曲賞を受賞するなど高い評価を受けた。また、この年から彼はビリー・ジョエルとジョイント・コンサート、フェイス・トゥ・フェイスを行っている。
1995年には、アルバム『メイド・イン・イングランド』を発表。ポール・バックマスターやジョージ・マーティンのアレンジによるストリングスを配したクラシカルな質感で、全英3位、全米13位のヒットとなった。1996年6月には、イタリアのモデナで『パバロッティ＆フレンズ・コンサート』に出演、ルチアーノ・パバロッティと共演している（Live Like Horses）。
1997年9月、彼は自動車事故で亡くなったダイアナ元皇太子妃への追悼歌「キャンドル・イン・ザ・ウィンド 1997」を彼女の葬儀において歌い、それをシングル発売する。アルバム『黄昏のレンガ路』に収録されていた楽曲を、歌詞を変えてリメイクしたこの曲は全世界で3700万枚以上のセールスを記録。ビルボードのHOT 100とシングルセールスチャートで14週、カナダのシングルセールスチャート（Canadian Singles Chart）で46週、その他日本をはじめとする世界各国のヒットチャートで首位を獲得し、シングルとしては史上最も多くの枚数を売り上げた。この楽曲の成功により、ジョンは1998年度のグラミー賞で最優秀男性ポップ・ヴォーカル・パフォーマンス賞を受賞している。また、カップリング曲の「ユー・ルック・トゥナイト」が収録されていたアルバム『ザ・ビッグ・ピクチャー』も、相乗効果で久々に全米・全英ともにトップ10内にランクインした。
1998年にはティム・ライスと再びタッグを組み、ヴェルディのオペラをモチーフにしたミュージカル『アイーダ』やドリームワークス配給のアニメ映画『エルドラド』のサントラ盤などを制作。この2枚のアルバムの中で、ジョンはスティングやジャネット・ジャクソン、シャナイア・トゥエイン、バックストリート・ボーイズなどといった多数の豪華な顔ぶれと共にデュエットしている。2000年には、長年バックバンドでキーボーディストとして活躍してきたガイ・バビロンをプロデューサーに迎えてインスト集を制作し、アルバート・ブルックスが主演・監督・脚本を務めた同名映画のサウンドトラック盤『ハリウッド・ミューズ』としてリリースした。
また、同年には行われたアメリカ・ニューヨークのマディソン・スクエア・ガーデンで、メアリー・J・ブライジやブライアン・アダムズなどをゲストに迎えた豪華なライヴを行った。その模様は、『ワン・ナイト・オンリー』としてアルバムやDVD化されている。

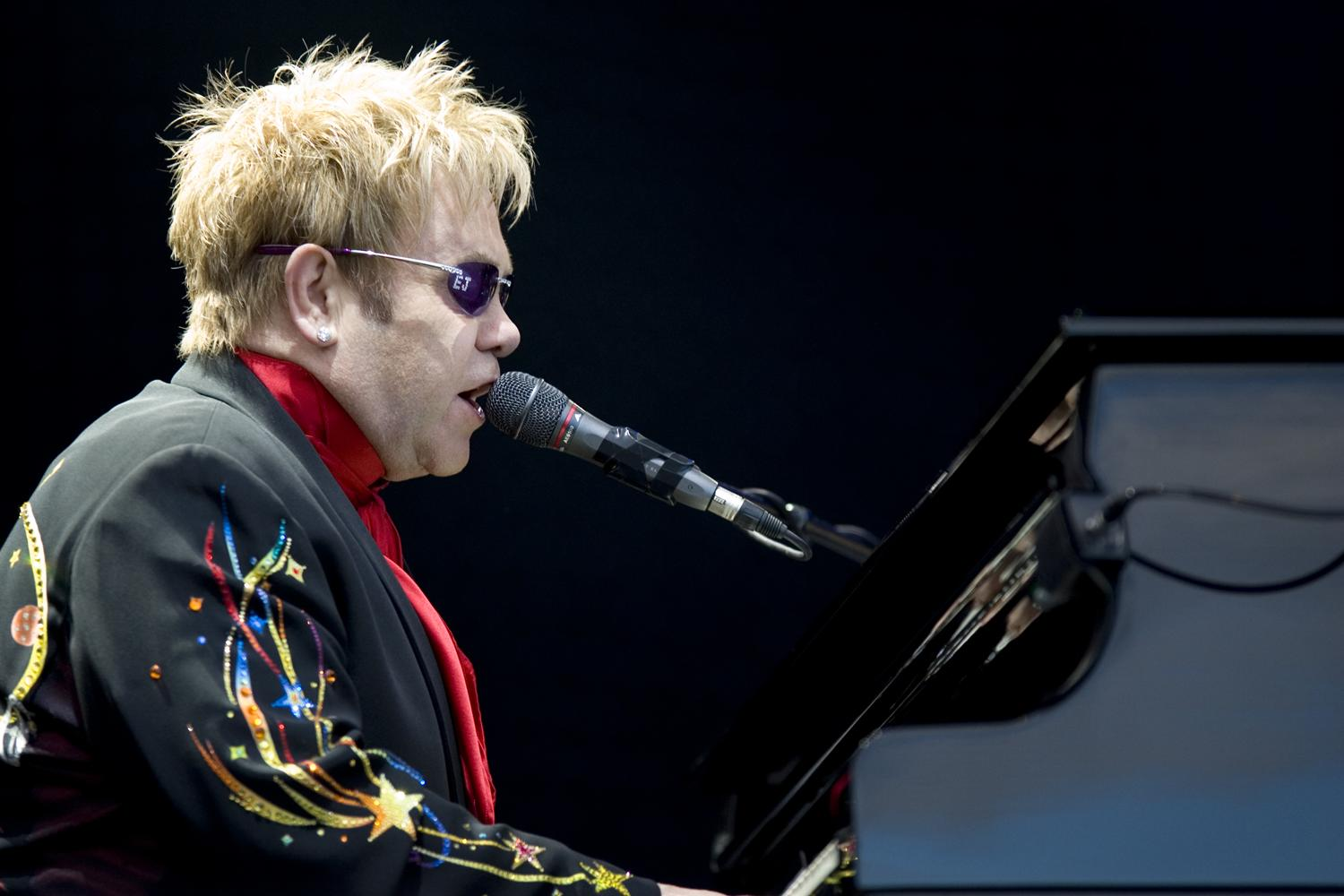
2008年のライブ

最近は、ミュージシャンとしての活動そのものよりも、かつて親交が深かったジョージ・マイケルやマドンナといった他の歌手への批判、中華民国のパパラッチに対する暴言など、奔放な言動や奇行などが取り沙汰されることが多い。また2005年には、イギリスで同性同士の準婚関係を認めるシヴィル・パートナーシップ法の制定を機に、15年来のパートナーだったデヴィッド・ファーニッシュと男性同士で同契約を結び、事実上「結婚」したことも大きな話題を呼んだ。
なお、本業の音楽では、『ピーチツリー・ロード』、『キャプテン・アンド・ザ・キッド』と、かつてほどのペースではないにせよ、着々とオリジナル・アルバムを発表。過去に発売されたアルバムのデラックス版やリマスター盤なども再発売したほかに、2004年2月からはラスベガスのシーザーズ・パレス・ホテルにつくられたコロシアムにて3年間の契約で、セリーヌ・ディオンとの日替わりという形でレッド・ピアノという定期公演を行った。公演契約は2008年まで延長された。
2007年3月25日の60歳の誕生日にはニューヨーク、マディソン・スクエア・ガーデンで通算60公演目となる記念コンサート「60 in 60」を開催。その模様は、DVDとして発売されている。
2009年4月、英サンデー・タイムズ紙が「英音楽界での長者番付」を発表し、推定資産1億7500万ポンド（日本円で約248億円）になることがわかった。この資産は2008年の2億3500万ポンド（日本円で約333億円）から25％以上も減少していて、ラスベガスでのコンサートが終わったことや慈善事業への寄付、経済危機の影響が原因だという。

### 2010年代以降
2010年12月25日には、代理母が出産した男の子の親となった。子供の名前は「ザカリー・ジャクソン・リーボン・ファーニッシュ・ジョン」で、パートナーであるファーニッシュとの第1子である。ゴッドマザー（後見人）としてアメリカのポップスシンガーであるレディー・ガガを選んだ。同年、尊敬するアーティストの一人、レオン・ラッセルとの共作アルバム『ザ・ユニオン』を発表。
2011年5月、英サンデー・タイムズ紙が「英音楽界での長者番付」を発表し、推定資産1億9500万ポンドで7位にランクインした。
2011年6月、経済誌フォーブス誌が「世界中で最も稼いでいるミュージシャン」を発表し、1億ドル（日本円で約80億円）を稼いで3位にランクインした。この収入は合計で2億ドルを売り上げた数多くのステージが大きく影響しているという。2013年には、前作と同じくプロデューサーにT・ボーン・バーネットを迎えたアルバム『ザ・ダイヴィング・ボード』を発表。

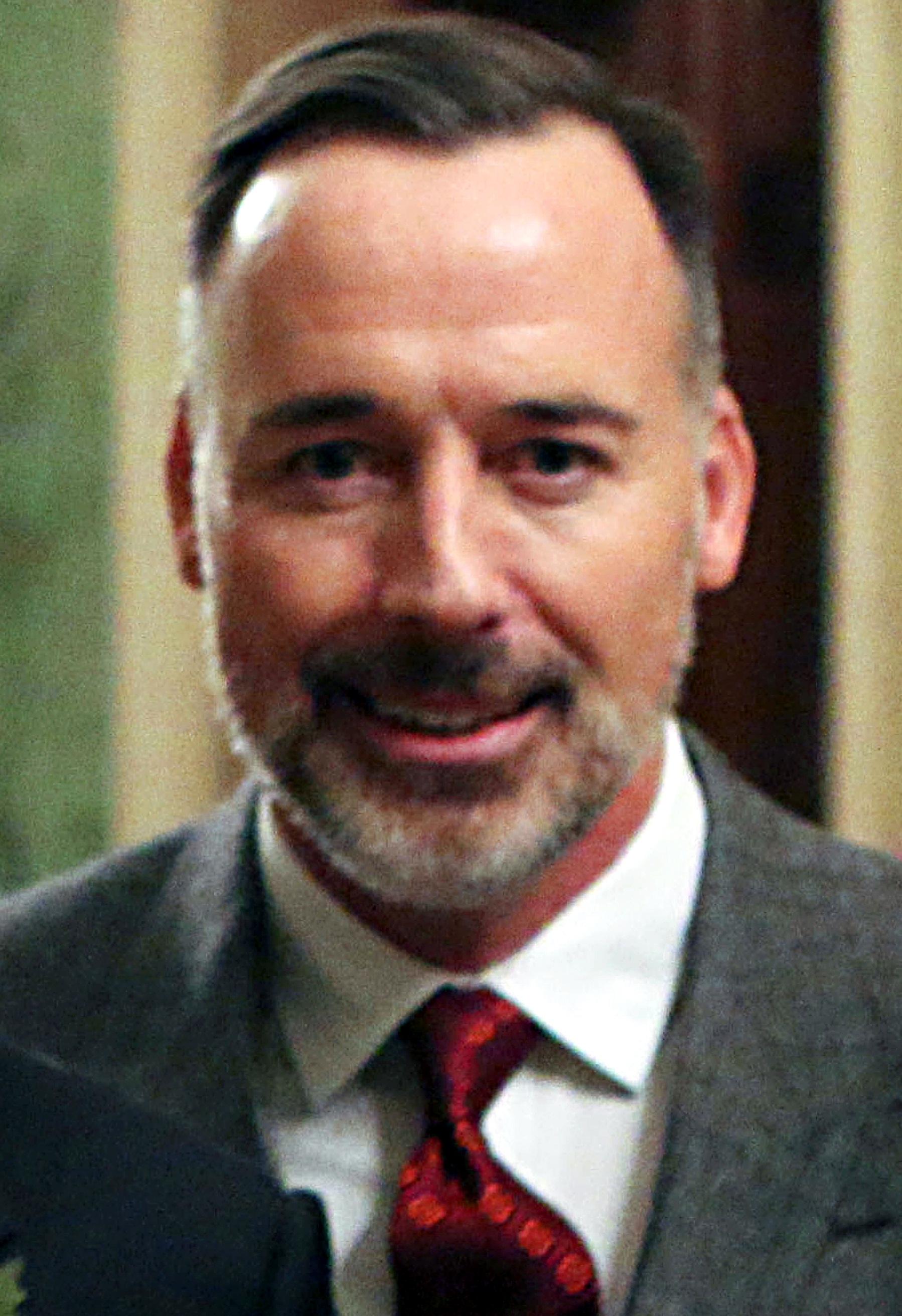
パートナーのデヴィッド・ファーニッシュ

2014年にイギリスにて同性婚の合法化されたことを受け、12月21日に長年のパートナーであるデヴィッド・ファーニッシュと正式に結婚した。
2016年には、前作、前々作と同じくプロデューサーにT・ボーン・バーネットを迎えたアルバム『ワンダフル・クレイジー・ナイト』を発表。
2017年に、映画『キングスマン:ゴールデン・サークル』にエルトン・ジョン本人役で出演している。
2018年1月24日に、同年9月から開始する世界ツアーを最後に公演活動から引退すると表明した。ツアーは米国を皮切りに各国を回り終了まで3年程度かかる見通し。一方で「音楽活動はやめない」とし、アルバムやミュージカルの制作は今後も関わっていくと説明した。エルトンは家族と過ごす時間を増やすことが理由と説明。自分の中で優先度が変わり「子どもをサッカー教室に連れて行くことが最も重要になった」と述べ「世界のファンに感謝と別れを告げる時だと思った」と語った。この「さよならツアー」は新型コロナウイルスのパンデミックで幾度の延期を余儀なくされ、結局ツアー完遂は2023年7月までかかった。
2019年には伝記映画『ロケットマン』が公開。エンドロールで流れた『(アイム・ゴナ)ラヴ・ミー・アゲイン』がアカデミー賞歌曲賞を受賞するなど、映画は高く評価された。
2021年8月、デュア・リパとのコラボレーション曲『Cold Heart』を発表。

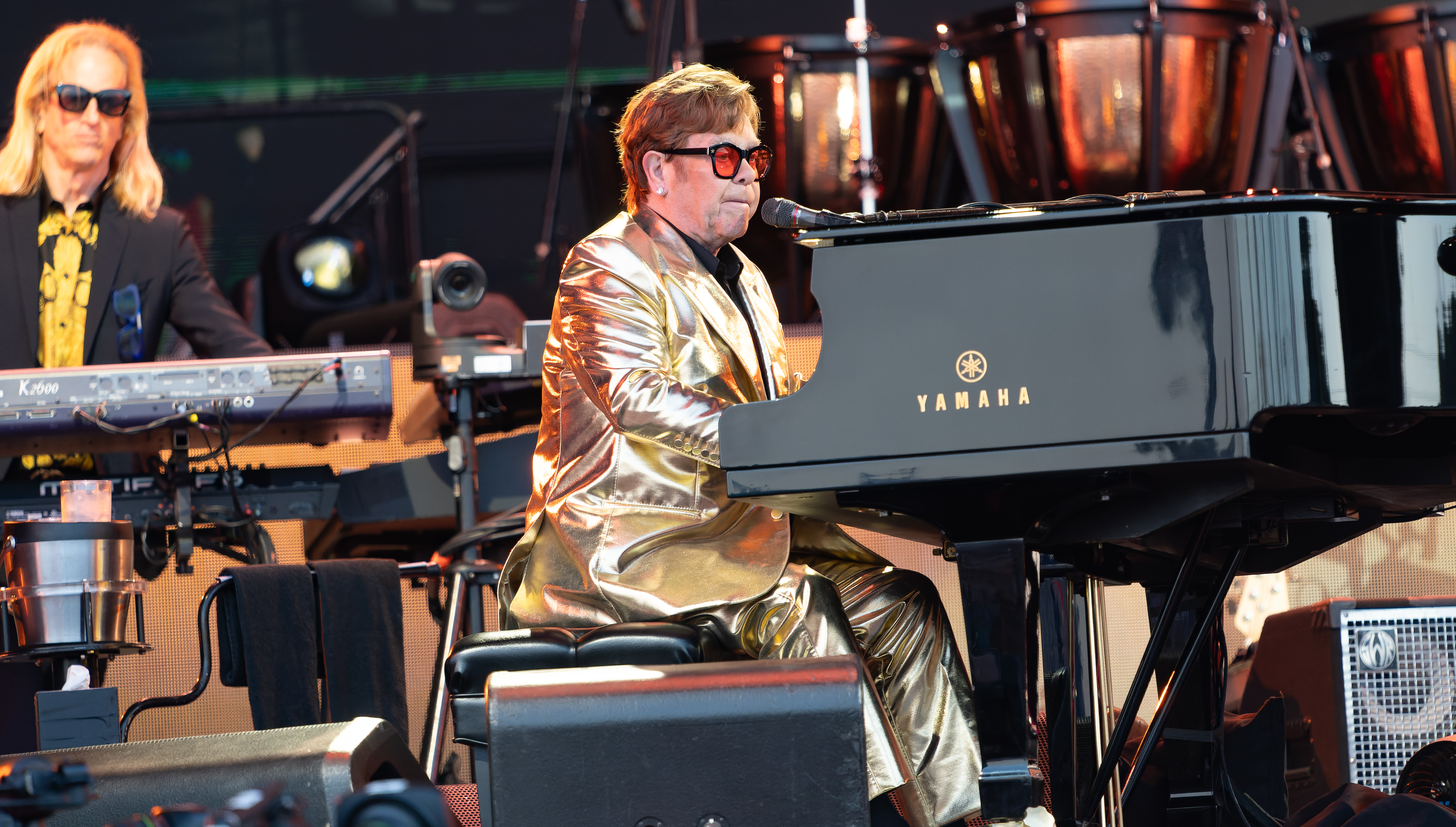
英国最終公演（2023年）

2023年6月、グラストンベリー・フェスティバルのヘッドライナーのステージにて母国イギリスでの最終公演。そして7月8日のスウェーデン公演をもって、52年間に渡るライブツアー活動を終了。
2024年の第75回エミー賞において、上記ツアーの北米最終公演を生配信したDisney+のスペシャル番組『エルトン・ジョン・ライヴ：Farewell from Dodger Stadium』がバラエティ特別番組賞（ライブ）を受賞。これによって、史上19人目のEGOT達成者ともなった。
2025年4月4日、米ミュージシャンのブランディ・カーライルとのコラボレーション作品『Who Believes In Angels?（邦題：天使はどこに）』の発売を発表。

## エピソード

### 生成AI
2025年1月、オプトアウト申請されていないインターネット上のコンテンツを生成AIの訓練に利用できるようにする英国政府の著作権法改正案への反対意見を表明したポール・マッカートニーの意見に賛意を表明した。「アーティストの生計を保護する伝統的な著作権法をAI企業が乱暴に扱うことを許そうとする動きがある。これによって、グローバルなビッグ・テック企業はアーティストの作品に無料かつ簡単にアクセスして、人工知能を訓練し、競合する音楽を作成できるようになる。これによって、若いアーティストの収入はさらに薄められ、脅かされることになる。ミュージシャンのコミュニティはそうなることを心底拒絶している」とも話した。

### その他
- 日本のオリコンにおけるエルトン・ジョンのシングルで初チャートイン曲（100位以内、以下同）は1971年の「フレンズ」。1970年の「僕の歌は君の歌」(Your Song)は発売当時はチャートインしていない。1992年に映画『エンジェル 僕の歌は君の歌』の主題歌に「僕の歌は君の歌」が起用され再発、実に発売から22年後の初チャートインとなった。オリコン上、エルトン・ジョンのシングルで最も売れたのは「キャンドル・イン・ザ・ウインド1997」を除くと「イエス、イッツ・ミー」である。
- 1974年2月1日の日本武道館公演は僅か12曲で終了[35]。これに抗議した観客数百人が深夜近くまで居残り、主催者側ともめるという騒動があった。
- 1994年にリリースされた「愛を感じて」"Can You Feel The Love Tonight?" はディズニー映画「ライオン・キング」の主題歌になっており、彼自身この曲で賞を受けている。
- 1998年の日本公演ではゴジラ、桜の木、ヨーダ（スター・ウォーズの登場人物）の被り物を被って登場し、被ったままで演奏、歌唱。協演したビリー・ジョエルからは色々とツッコまれた。
- クリケットの大ファンとして知られる。若い頃からクリケットをプレーすることを楽しんでおり、クリケットイングランド代表の海外で行う試合日程に合わせてコンサートを予定していた[36]。
- 2022年2月10日の北京オリンピック・フィギュアスケート男子シングルフリー出場のネイサン・チェン（Nathan Chen: 陳巍）が「ロケット・マン」を含むエルトン・ジョンの楽曲をバックに演技し金メダルを獲得したことを受けて，自身のツイッターで『北京でのフリースケートでロケットマンを滑った @nathanwchen 金メダルおめでとう』と投稿した。

### 他のアーティストとのエピソード

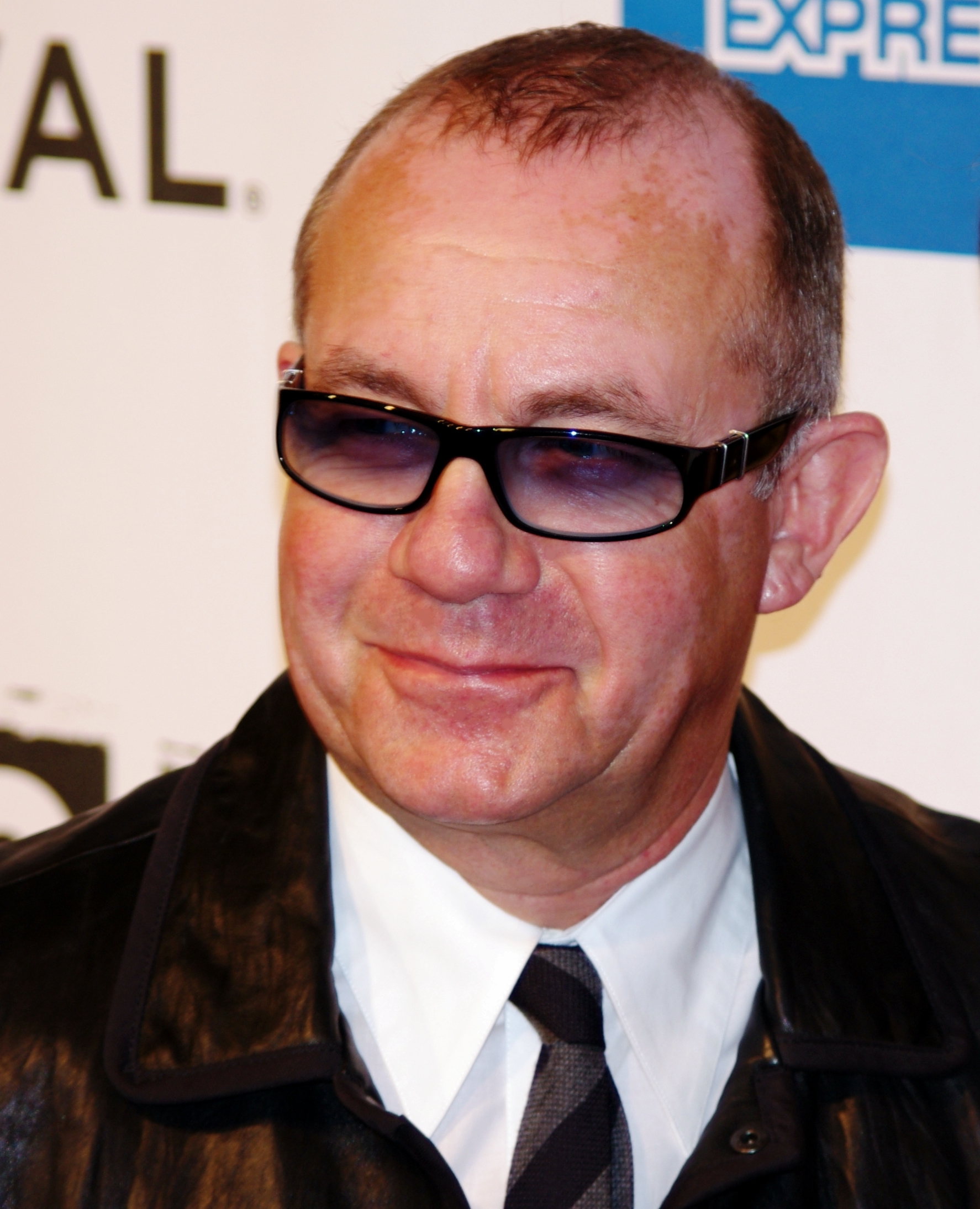
バーニー・トーピン
作詞家。デビュー以前より現在に至るまで、ほとんどの楽曲を担当する。エルトンは歌詞に合わせて曲を作るが、そのスタイルは若き彼らが同居していた頃から同じであり、「僕の歌は君の歌」は、歌詞を渡して30分で書き上げたという。エルトン曰く、最もイマジネーションが湧く作詞家。現在はアメリカ在住で、打ち合わせの後に歌詞がファックスで送られてくる。初期のアルバムには、常にエルトンと共に写真が載っている。近作『キャプテン・アンド・キッド』、『ザ・ユニオン』では久々に顔を出している。
ガス・ダッジョン
初期の黄金期を支えたプロデューサー。エルトンとの関わりは深く、1980年代に彼が窮状に陥った際は『アイス・オン・ファイヤー』のプロデューサーとして再起用している。2002年7月21日に、妻と共に”交通事故死”。
ジョン・レノン
コンサートで「真夜中を突っ走れ」を二人で歌ったことがある。
ニール・セダカ
75年の「バッド・ブラッド」で共演した。
キキ・ディー（en:Kiki Dee）
「恋のデュエット(en:Don't Go Breaking My Heart)」で共演した。
ル・ポール
「恋のデュエット(en:Don't Go Breaking My Heart)」で共演した。
トム・ロビンソン
70年代後半にLGBTの恋愛パートナーと報道された。
ナイジェル・オルソン（Nigel Olsson）
エルトン・ジョン・バンドのドラマー。プラスティック・ペニー、スペンサー・デイヴィス・グループを経て、デビューライブから参加。1975年に脱退（金銭問題とも言われ、この時期のシングルが「&エルトン・ジョン・バンド」名義で出されている）。その後、80年代にバンド復帰。その後も散発的にレコーディング、ライブに参加。2000年より、再び正式メンバー。高音部のコーラスを担当し、ソロミュージシャンとしても「涙のダンシング・シューズ」などのヒット曲がある。
トム・ベル
フィラデルフィア・ソウルの作曲家。70年代後半にエルトンのアルバムをプロデュース。
ゲイリー・オズボーン
「秋はひとりぼっち」のビグラス&オズボーンのオズボーン。エルトンの曲を共作。
ニック・カーショウ
アルバムやツアーに、ギタリストとして参加。
クリス・トーマス
1980年代以降の多くの作品を手がけたプロデューサー。エルトンとは、ロイヤル・アカデミーの学友でもある。セックス・ピストルズのアルバム『勝手にしやがれ!!』のプロデューサーとしても有名。
ジョン・リード
エルトンの元マネージャー兼元恋人。18歳の時にEMIレコード会社に入社。19歳の時にモータウンUKのマネージャーを務めた。その後、モータウンのクリスマスパーティーでエルトンと知り合った。1970年にエルトンから自分をマネージメントして欲しいと提案された。1975年に別れた後もマネージメントは続けた。また同年、クイーンのマネージメントも始めた。1998年に横領が発覚したため、解雇された。
デイヴィー・ジョンストン
ギタリスト。『ホンキー・シャトー』よりのエルトン・ジョン・バンドのメンバー（レコーディングは『マッドマン』より参加）。現在は、ツアーの音楽監修も務める。マンドリンやシタールなども弾きこなす。バンド加入前、マグナ・カルタに在籍中の1970年に、バーニー・トーピンのアルバムに参加している。
ディー・マレイ
エルトン・ジョン・バンドのベーシスト。スペンサー・デイヴィス・グループに在籍後、デビューライブから参加。1975年にナイジェルと脱退し、1980年代に共に復帰している。その後も散発的に活動を共にしたが、1992年1月15日、癌のため病死。
レイ・クーパー
数々のミュージシャンと共演した名パーカッショニスト。1973年「グッバイ・イエロー・ブリック・ロード」ツアーからバンドに参加。1979年モスクワ公演、1995年来日公演などで、エルトンとの2人だけのツアーを行っている。映画制作も手がけるなど才人。
ポール・バックマスター
アレンジャーとして『エルトン・ジョン』より参加。弦楽器により音に深みを出し、初期のエルトンのイメージを形成した。近年の作品にも参加している。デヴィッド・ボウイの楽曲『スペイス・オディティ』を共に手がけた、ガス・ダッジョンをプロデューサーに使うよう進言した。
フレディ・マーキュリー
イギリスを代表する世界的ロックバンド、クイーンのヴォーカリスト。かつてエルトンと同じ人物からマネジメントを受けていた。プライベートでも親交が深く、1991年にHIV感染合併症によるニューモシスチス肺炎のため急死した際も追悼コンサートにエルトンが駆け付けた。
ビリー・ジョエル
「ピアノ・マン」の異名を持つアメリカの歌手、ピアニスト。1994年代から10年近くに渡って彼とのジョイント・ツアー「フェイス・トゥ・フェイス」を行った。
オリビア・ニュートン＝ジョン
オリビアの楽曲「噂」のプロデュースとソングライティングを手がけた。
エミネム
白人ラッパー。同性愛者を差別する歌詞が批判されたことがある。2001年のグラミー賞授賞式にて、エミネムの楽曲「スタン」を2人でセッションし、話題を呼んだ。以降、2人は親しくなり、エミネムの薬物中毒治療をエルトンがサポートした。
マドンナ
アメリカの女性シンガー。2004年のQアワードではエルトンが最優秀ライヴアクト賞を受賞したマドンナについて「くたばれ」「口パクがいつからライヴとされるようになった？」「75ポンドも払わせて口パクするような奴は全員撃ち殺されるべきだ」などと批判し、2012年のゴールデングローブ賞でマドンナが主題歌賞を受賞する前にも「マドンナが受賞するなんて絶対に無い」と発言するなど、確執が長年に渡り伝えられてきたが、2025年にマドンナがサタデー・ナイト・ライヴでパフォーマンスするエルトンを訪ね、和解したとツーショット写真とともに自身のインスタグラムで報告した。マドンナは投稿の中で学生時代にエルトンのライヴを観て感銘を受けたとして、長年に渡り攻撃されたことには傷ついたが、エルトンがパフォーマンスすると聞きつけ、訪ねることにしたと綴った。エルトンはマドンナと対面すると「許してほしい」と謝罪したといい、マドンナのこの投稿にも改めて謝罪の内容を返信している。
レディー・ガガ
アメリカの女性シンガー。セレブ、LGBTという共通点でエルトンとは親友であり、ライヴでもコラボしたことがある。2010年、エルトンが同性結婚をし、第一子を授かった際、後見人をガガに任せることを発表した。
オリー・アレクサンダー
イギリスのシンガーソングライター。2021年のブリット・アワードにて二人で一緒にデュエットを披露。
アレサ・フランクリン
「愛の嵐」 - "Through the Storm"で共演。
ジョージ・マイケル
90年代に「僕の瞳に小さな太陽」を二人でヒット(英1位・米1位)させた。
アクセル・ローズ
フレディ・マーキュリー追悼コンサートでは「ボヘミアン・ラプソディ」をデュエットし、同1992年のMTV Video Music Awardsではガンズ・アンド・ローゼズと「ノーヴェンバー・レイン」で共演した。1994年には、ロックの殿堂入りを果たしたエルトンのプレゼンターを担当している。

## 日本公演
- 1971年

10月5日・6日 渋谷公会堂、7日・8日 大阪厚生年金会館、10日・11日 東京厚生年金会館
- 1974年 Goodbye Yellow Brock Road Tour

2月1日・2日 日本武道館、3日・4日・5日 大阪厚生年金会館、7日 福岡市九電記念体育館、8日 広島郵便貯金ホール、9日 京都会館、10日 大阪・フェスティバルホール、11日 名古屋市公会堂、13日 東京厚生年金会館
1974年1月31日、東京ヒルトンホテルで記者会見。黄色いシャツに銀色のスーツという奇抜ないでたち。イギリスではビートルズ、ローリングストーンズの次に評価されている等の説明があった。エルトンは「日本用にジョセフィン・ベーカー風の衣装を作ってきた」「仕事以外では広島の平和公園や京都、できたら雪まつりも見てみたい」等と述べた。
- 1988年 ERIC CLAPTON 25th Anniversary Tour with エリック・クラプトン、マーク・ノップラー

10月31日 名古屋レインボーホール、11月2日 東京ドーム、4日 日本武道館、5日 大阪スタヂアム
- 1995年 An Evening with ELTON JOHN with Ray Cooper

2月6日 大阪城ホール、7日 福岡国際センター、9日 名古屋センチュリーホール、11日 大阪城ホール、12日・14日・15日・16日 日本武道館
- 1998年 In Concert FACE TO FACE with ビリー・ジョエル

3月26日 福岡ドーム、28日 大阪ドーム、30日・31日 東京ドーム、4月3日 ナゴヤドーム
- 2001年 Elton John & His Band

11月12日 大阪城ホール、13日・15日 日本武道館
- 2007年 An Evening with Elton John Solo

11月20日・21日 日本武道館
- 2015年 Elton John & His Band

11月16日 大阪城ホール、11月18日 横浜アリーナ

## ディスコグラフィ

### スタジオ・アルバム
- 『エンプティ・スカイ (エルトン・ジョンの肖像)』 - Empty Sky（1969年）※1975年に新装ジャケットで再発売されたが、CD化の際にオリジナル装丁に戻された。
- 『僕の歌は君の歌』 - Elton John（1970年）
- 『エルトン・ジョン3』 - Tumbleweed Connection（1970年）
- 『マッドマン』 - Madman Across the Water（1971年）
- 『ホンキー・シャトー』 - Honky Château（1972年）
- 『ピアニストを撃つな!』 - Don't Shoot Me, I'm Only the Piano Player（1973年）
- 『黄昏のレンガ路』 - Goodbye Yellow Brick Road（1973年）
- 『カリブ』 - Caribou（1974年）
- 『キャプテン・ファンタスティック』 - Captain Fantastic and the Brown Dirt Cowboy（1975年）
- 『ロック・オブ・ザ・ウェスティーズ』 - Rock of the Westies（1975年）
- 『蒼い肖像』 - Blue Moves（1976年）
- 『シングル・マン』 - A Single Man（1978年）
- 『恋に捧げて〜ヴィクティム・オブ・ラヴ』 - Victim of Love（1979年）
- 『21 AT 33』 - 21 at 33（1980年）
- 『ザ・フォックス』 - The Fox（1981年）
- 『ジャンプ・アップ』 - Jump Up!（1982年）
- 『トゥー・ロウ・フォー・ゼロ』 - Too Low for Zero（1983年）
- 『ブレイキング・ハーツ』 - Breaking Hearts（1984年）
- 『アイス・オン・ファイアー』 - Ice on Fire（1985年）
- 『レザー・ジャケッツ』 - Leather Jackets（1986年）
- 『REG‐ストライクス・バック』 - Reg Strikes Back（1988年）
- 『ザ・コンプリート・トム・ベル・セッションズ』 - The Complete Thom Bell Sessions（1989年）※1979年に発表されたものの完全版
- 『スリーピング・ウィズ・ザ・パスト』 - Sleeping with the Past（1989年）
- 『ザ・ワン』 - The One（1992年）
- 『デュエット・ソングス』 - Duets（1993年）
- 『メイド・イン・イングランド』 - Made in England（1995年）
- 『ビッグ・ピクチャー』 - The Big Picture（1997年）
- 『ソングス・フロム・ザ・ウエストコースト』 - Songs from the West Coast（2001年）
- 『ピーチ・ツリー・ロード』 - Peachtree Road（2004年）
- 『キャプテン・アンド・ザ・キッド』 - The Captain and the Kid（2006年）
- 『ザ・ユニオン』 - The Union（2010年）
- 『ザ・ダイヴィング・ボード』 - The Diving Board（2013年）
- 『ワンダフル・クレイジー・ナイト』 - Wonderful Crazy Night（2016年）
- 『レジメンタル・サージェント・ジッポー 』 - Regimental Sgt. Zippo（2021年）
- 『ロックダウン・セッションズ』 - The Lockdown Sessions（2021年）
- 『天使はどこに』 - Who Believes In Angels? (2025年)

### ライブ・アルバム
- 『ライヴ!!（17-11-70）』 - 17-11-70 (1971年) ※米題 11-17-70
- 『ヒア・アンド・ゼア〜ライブ・イン・ロンドン&N.Y.』 - Here and There (1976年)

もともとはアナログA面（ロンドン・サイド）とB面（ニューヨーク・サイド）1枚でリリースされたアルバムがCDリミックスでリニューアルされた時2枚にまとめられた。2枚目には歴史的なジョン・レノンのゲスト出演で、一緒に演奏した「真夜中を突っ走れ」「ルーシー・イン・ザ・スカイ・ウィズ・ダイアモンズ」「アイ・ソー・ハー・スタンディング・ゼア」のライヴ音源なども収録されている。
- 『エルトン・スーパー・ライヴ 〜栄光のモニュメント〜』 - Live in Australia with the Melbourne Symphony Orchestra (1987年)
- 『ワン・ナイト・オンリー〜グレイテスト・ヒッツ・ライヴ』 - One Night Only (2000年)

このほか、限定盤として、Live at The Ritz LIMITED EDITION (1999年)やLIVE AT MADISON SQUARE GARDEN (2000年)、LIVE AT MADISON SQUARE GARDEN volume2 (2001年)がある。

### サウンドトラック
- 『フレンズ』 - Friends (1971年)
- 『ライオン・キング/オリジナルサウンドトラック』 - The Lion King (1994年)
- 『アイーダ』 - Elton John & Tim Rice's AIDA　 (1999年)
- 『ハリウッド・ミューズ/オリジナルサウンドトラック』 - Original Motion Picture Soundtrack "THE MUSE" (1999年)
- 『エル・ドラド/黄金の都〜オリジナルサウンドトラック』 - The Road to El Dolado (2000年)
- 『ノミオ＆ジュリエット/オリジナルサウンドトラック』 - Gnomeo & Juliet（2011年）

### ベスト・アルバム
- 『グレイテスト・ヒッツ』 - Greatest Hits（1974年）
- 『グレイテスト・ヒッツ Vol.2』 - Greatest Hits Volume II（1977年）
- 『レディ・サマンサ』 - Lady Samantha（1980年） - アルバム未収録曲集。
- 『グレイテスト・ヒッツ Vol.3』 - Greatest Hits（1987年、日本未発売）※米国ゲフィンでのベスト。
- 『トゥ・ビー・コンティニュード』 - To Be Continued... (1990年、日本発売の『GREAT BOX』もほぼ同内容）※ブルーソロジー時代から'90年までの主にアメリカでのヒット曲と未発表曲集。
- 『ベリー・ベスト・オブ・エルトン・ジョン』 - The Very Best of Elton John（1990年）
- 『イエス・イッツ・ミー〜レア・トラックス』 - Rare Masters（1992年）
- 『ラヴ・ソングス』 - Love Songs（1995年）※同タイトルの欧州版は「リトル・ジニー」や「クロエ」のシングルバージョン収録。
- 『エルトン・ジョン・グレイテスト・ヒッツ 1970-2002』 - Greatest Hits 1970-2002（2002年）
- 『ザ・ベスト〜僕の歌は君の歌』 - Rocket Man: The Definitive Hits（2007年）
- 『ダイアモンズ〜グレイテスト・ヒッツ』 - Diamonds（2017年）

### 主なデュエット曲
- 「僕の瞳に小さな太陽」 - "Don't Let the Sun Go Down on Me"（1991年、with ジョージ・マイケル）英1位・米1位
- 「愛のハーモニー」 - "That's What Friends Are For" ※ディオンヌ・ワーウィックとグラディス・ナイト、スティーヴィー・ワンダーと共演したロッド・スチュワートの曲のカバー・バージョン。米1位
- 「愛の嵐」 - "Through the Storm"（1991年、with アレサ・フランクリン　。ダイアン・ウォーレン作。）
- 「セイヴ・ロックンロール」 - フォール・アウト・ボーイとデュエット。

### シングル
DJM Records
- 人生の壁 Border Song ／ 悪い月 Bad Side Of The Moon（1970年、FR-2559）
- Rock And Roll Madonna ／ Grey Seal（1970年、FR-2639）
- 僕の歌は君の歌 ／ Take Me To The Pilot（1970年、FR-2705）
- It's Me That You Need ／ Just Like Strange Rain（1970年、FR-2783）
- Friends ／ Honey Roll（1971年5月25日、FR-2801）
- Levon ／ Madman Across The Water（1972年1月25日、FR-2952）
- Sixty Years On ／ Honky Tonk Women（1971年、4RS-272）
- 可愛いダンサー Tiny Dancer ／ Goodbye（1972年、IFR-10036）
- ロケット・マン ／ ホリデイ・インのやすらぎ、グッドバイ（1972年、IFR-10055）
- Honky Cat ／ Amy（1972年、IFR-10150）
- クロコダイル・ロック ／ Elderberry Wine（1972年12月1日、IFR-10214）
- ダニエル ／ Skyline Pigeon（1973年3月5日、IFR-10277）
- グッバイ・イエロー・ブリック・ロード ／ Screw You（1973年11月5日、IFR-10433）
- Step Into Christmas（1974年1月20日、IFR-10481）
- 土曜の夜は僕の生きがい Saturday Night's Alright For Fighting ／ いたずらジャック Jack Rabbit ／ 帰っておいで僕のところに（またうまくやっていける）Whenever You're Ready (We'll Go Steady Again)（1973年、IFR-10408）
- ベニーとジェッツ ／ 風の中の火のように（孤独な歌手ノーマ・ジーン）　Candle In The Wind（1973年8月20日、IFR-10521）
- Don't Let The Sun Go Down On Me ／ Sick City（1974年7月5日、IFR-10563）
- The Bitch Is Back ／ Cold Highway（1974年、IFR-10629）
- ルーシー・イン・ザ・スカイ・ウィズ・ダイアモンズ ／ One Day At A Time（1974年11月20、IFR-10675）
- Philadelphia Freedom ／ I Saw Her Standing There（1975年4月20日、IFR-10735）
- 僕を救ったプリマドンナ　Someone Saved My Life Tonight ／ House Of Cards（1975年8月5日、IFR-10808）
- Island Girl ／ Sugar On The Floor（1975年、IFR-10857）
- ピンボールの魔術師 ／ 僕に迫る自殺の誘惑 Better Off Dead（1975年3月、IFR-10908）
- Grow Some Funk Of Your Own ／ I Feel Like A Bullet (In The Gun Of Robert Ford)（1975年3月5日、IFR-10927）
- 麗しのアモリーナ Amoreena ／ Come Down In Time（1975年3月20日、IFR-10945）

The Rocket Record Company
- 恋のデュエット Don't Go Breaking My Heart ／ Snow Queen（1976年8月5日、IVR-20051）
- 悲しみのバラード Sorry Seems To Be The Hardest Word ／ Shoulder Holster（1976年、IVR-20130）
- 恋のダンス・パーティー Bite Your Lip (Get Up And Dance!) ／ Chameleon（1976年、IVR-20202）
- 僕の小さなわがまま Ego ／ Flinstone Boy（1978年、IVR-20431）
- Part Time Love ／ I Cry At Night（1978年、SFL-2351）
- Song For Guy ／ Lovesick（1978年、SFL-2384）
- Mama Can't Buy You Love ／ Three Way Love Affair（1979年、IFR-2415）
- 恋に捧げて Victim Of Love ／ Starngers（1979年、SFL-2451）
- Little Jeannie ／ Conquer The Sun（1980年、SFL-2497）
- 恋という名のゲーム　Sartorial Eloquence ／ White Man Danger ~ Cartier（1980年、7PP-8）
- 恋は、はかなく　Nobody Wins ／ Fools In Fashion（1981年、7PP-31）
- Blue Eyes ／ Empty Garden（1982年、7PP-60）
- Empty Garden ／ Hey Papa Legba（1982年、7PP-73）
- I'm Still Standing ／ Choc Ice Goes Mental（1983年、7PP-104）
- Kiss The Bride／Earn While You Learn（1983年、7PP-113）
- ブルースはお好き？ I Guess That's Why They Call It The Blues ／ Dreamboat（1983年、7PP-123）
- Sad Songs (Say So Much) ／ A Simple Man（1984年7月10日、7PP-142）
- あの娘のシューズ Who Wears These Shoes? ／ Tortured（1984年、7PP-159）
- Act Of War (Part One) ／ Act Of War (Part Two) (Instrumental)（1985年1月8日、7PP-182）-　with Millie Jackson
- Wrap Her Up ／ The Man Who Never Died（1985年11月5日、7PP-191）
- Nikita ／ The Man Who Never Died（1986年、7PP-197）
- Heartache All Over The World ／ Highlander（1986年、7PP-217）
- Slow Rivers ／ Billy And The Kids（1986年、7PP-223）
- Candle In The Wind ／ 僕の歌は君の歌 Your Song（LIVE）（1987年、7PP-259）
- I Don't Wanna Go On With You Like That ／ Rope Around A Fool（1988年7月5日、7PP-271）

Arista
- 愛のハーモニー That's What Friends Are For ／ Two Ships Passing In The Night（1985年11月5日、7RS-130）

キャニオン
- 土曜の夜はファンダンゴ Saturday Night's Alright (For Fighting) ／ Border Song（1986年3月21日、7Y-0101）

Epic
- Flames Of Paradise／Call My Name（1987年、07-5P-478）

Yuusen Broadcasting Corporation
- Healing Hands／And Then It Happened（1989年、YPS-081）

## フィルムグラフィティ
- ボーン・トゥ・ブギー（1972）
- トミー（1975）：ピンボールの魔術師
- マペット・ショー（1978）（シーズン2）
- スパイス・ザ・ムービー（1997）
- Elton John: Tantrums & Tiaras（1997）
- サウスパーク（1998）（シーズン2）
- ザ・シンプソンズ（1998）（シーズン10）
- エル・ドラド 黄金の都（2000）：ナレーター
- カントリーベアーズ（2002）
- Elton John: Me, Myself & I（2002）
- ナッシュビル（2016）（シーズン4）
- The American Epic Sessions（2017）
- キングスマン:ゴールデン・サークル（2017）
- CBeebies Bedtime Stories（2020）